# Sibylla (profet)

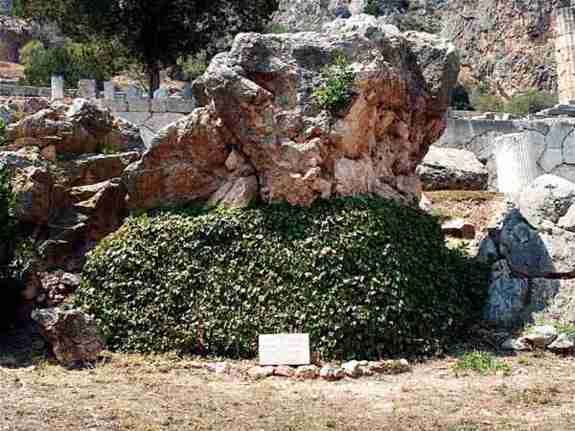
Klippa som användes av sibyllan i Delfi.

Sibylla (latin: Sibylla; grekiska: Σίβυλλα) är termen på flera kvinnliga profeter under antiken, bland vilka särskilt den erytreiska åtnjöt högt anseende även under medeltiden. De kanske mest berömda exemplen är Oraklet i Delfi och Sibyllan i Cumae.